# Marave
Marave es un editor de texto para GNU/Linux minimalista y altamente estético; es software libre distribuido bajo las condiciones de la licencia GNU GPL v2, y fue escrito en PyQt.
Marave (“nada” o “no importa” en  guaraní) se inspira en ommwriter y busca ser un editor sencillo que no distraiga al usuario de su escritura. Se caracteriza por tener una interfaz limpia, y por ser muy configurable permitiendo tener una imagen de fondo o solo un color, corrector ortográfico, música de fondo, entre otras cosas.